# Reggie Washington
Reggie Washington (Staten Island, 28 juli 1962) is een Amerikaanse jazzmuzikant (contrabas, basgitaar) en componist.

## Biografie
Washington groeide op in een muzikale familie en leerde vervolgens klassieke cello spelen. Hij maakte zijn eerste muzikale ervaringen met zijn oudere broer Kenny Washington en speelde bij optredens van The Washington Brothers in de New Yorkse clubs Congas en Bongos. Als cellist speelde hij in schoolorkesten en het All-State Youth Orchestra, het All-Eastern USA Youth Orchestra, maar ook bij het New York Philharmonic Orchestra o.l.v. Zubin Mehta, James Levine en Claudio Abbado. Nog tijdens zijn schooltijd aan de New Yorkse High School of Music & Art wisselde hij naar de contrabas en kreeg hij vervolgens een klassieke opleiding bij William Blossom (NY Philharmonic). Bijkomend nam hij jazzonderricht bij Paul West en Victor Venegas (Fania All-Stars). Na sessies met zijn broer en Marcus Miller begon hij ook te spelen op de e-bas.
Vanaf midden jaren 1980 werkte Washington bij Ronald Shannon Jackson en Chico Hamilton, om daarna hoofdzakelijk te werken in het M-Base-collectief. Tussen 1990 en 2003 behoorde hij tot de bands van Steve Coleman, Cassandra Wilson, Jean-Paul Bourelly en Ravi Coltrane. Hij speelde ook in het project Buckshot LeFonque van Branford Marsalis en met Oliver Lake, Don Byron en Reuben Hoch. Verder trad hij op met muzikanten als Salif Keïta, Mike Mainieri, Cheick Tidiane Seck, Meshell Ndegeocello, Kenny Kirkland, het World Saxophone Quartet, Arturo O'Farrill en Lester Bowie.
Washington had sinds 2006 vijf albums onder zijn eigen naam uitgebracht. Tijdens de laatste jaren was hij onderweg met Roy Hargrove en zijn eigen trio, maar ook met Fabrice Alleman, Chris Joris, Doug Hammond, Jacques Schwarz-Bart en Malcolm Braff. Hij werkte sinds meerdere jaren ook vanuit België, waar hij twee trio's leidde, enerzijds met de saxofonist Erwin Vann en de drummer Stéphane Galland, anderzijds het Washington Trio Tree met Jozef Dumoulin en Dré Pallemaerts.
- Gemeinsame Normdatei: 13533683X
- International Standard Name Identifier: 0000 0001 1947 5071
- Library of Congress Control Number: no2001024792
- MusicBrainz: fa18cbb4-e460-4ed2-842f-43cb1c3a8ebe
- Virtual International Authority File: 22332301
- WorldCat: E39PBJhGXR3kkRVMf7fYTtqvpP